# Cascina Orgnaga
La cascina Orgnaga era una cascina posta nel territorio comunale di Pieve Fissiraga. Costituì un comune autonomo fino al 1879.

## Storia
Le più antiche citazioni scritte che riportano la località di «Overgnaga» risalgono al XII secolo; tuttavia la vicinanza della località alla strada romana da Mediolanum a Placentia potrebbero far supporre un'origine più antica.
La località fu luogo d'origine della famiglia degli Overgnaghi, di parte ghibellina, fra le più importanti della Lodi dell'epoca.
Da un documento del 1261 risulta che Overgnaga era sede di una pieve della diocesi di Lodi; da essa dipendevano le chiese di Cornegliano, Gualcolengo, Massalengo, San Leone di Bargano, Santo Mato, Zemeto, Santa Maria in Bressana, San Simone, Santi Martino e Giorgio in Solarolo, Bruzzalengo e l'Ospedale de Remittis. La pieve scomparve però già alla fine del Duecento, sostituita dalla pieve di Fissiraga: è possibile che la decisione di spostare la pieve sia dovuta alla potente famiglia dei Fissiraga, di parte guelfa, a cui apparteneva il potente vescovo dell'epoca, Bongiovanni.
Nel 1589 Orgnaga risultava appartenente al comune di «Castegna, con Orgnaga e Orgnaghina», nel Vescovato di mezzo del Contado di Lodi. Nel compartimento della provincia di Lodi pubblicato nel 1786 risultava invece essere un comune, inserito nel distretto di Sant'Angelo.
In età napoleonica il comune di Orgnaga venne soppresso e aggregato al limitrofo comune di Fissiraga;; recuperò l'autonomia con l'istituzione del Regno Lombardo-Veneto.
Nel 1841 venne aggregato a Orgnaga il comune di Fissiraga.
All'Unità d'Italia (1861) il comune di Orgnaga contava 840 abitanti. Nel 1879 vennero aggregati al comune di Orgnaga i comuni di Pezzolo de' Codazzi e Triulzina, e le frazioni Andreola e Malguzzana del soppresso comune di Campolungo; il comune così ingrandito prese il nome di Pieve Fissiraga.
La cascina Orgnaga venne abbattuta fra il 1998 e il 2003; sul luogo sorge ora il parcheggio del centro commerciale di Pieve Fissiraga. È invece tuttora esistente la cascina Orgnaghina, posta immediatamente ad est.